# Братиславски крај
Братиславски крај (слч. Bratislavský kraj) је један од 8 словачких крајева, највиших подручних управних јединица у Републици Словачкој. Управно седиште краја је главни град Братислава.

## Географија
Братиславски крај се налази на западу Словачке.
Граничи:
- на северу и истоку је Трнавски крај,
- западно Аустрија,
- јужно Мађарска.

## Становништво
| Година:    | 1994.   | 2004.   | 2014.   | 2024.    |
| ---------- | ------- | ------- | ------- | -------- |
| Број људи: | 616 871 | 601 132 | 625 167 | 736 385  |
| Разлика:   |         | -2,55 % | +3,99 % | +17,79 % |

| Година:    | 2023.   | 2024.   |
| ---------- | ------- | ------- |
| Број људи: | 732 757 | 736 385 |
| Разлика:   |         | +0,49 % |

Према подацима о броју становника из 2011. године Братиславски крај је имао 602.436 становника. Словаци чине 90,2% становништва.
| Етнички састав (2011)‍ | Етнички састав (2011)‍ | Етнички састав (2011)‍ | Етнички састав (2011)‍ | Етнички састав (2011)‍ |
| --------------------- | --------------------- | --------------------- | --------------------- | --------------------- |
|                       |                       |                       |                       |                       |
| Словаци               | Словаци               |                       | 0                     | 90,2%                 |
| Мађари                | Мађари                |                       | 0                     | 4,0%                  |
| Чеси                  | Чеси                  |                       | 0                     | 1,1%                  |
| остали, непознато     | остали, непознато     |                       | 0                     | 4,7%                  |

## Окрузи
Састоји се од 8 округа (слч. Okres):
- округ Братислава I (слч. Okres Bratislava I)
- округ Братислава II (слч. Okres Bratislava II)
- округ Братислава III (слч. Okres Bratislava III)
- округ Братислава IV (слч. Okres Bratislava IV)
- округ Братислава V (слч. Okres Bratislava V)
- округ Малацки (слч. Okres Malacky)
- округ Пезинок (слч. Okres Pezinok)
- округ Сењец (слч. Okres Senec)

## Градови и насеља
У Братиславском крају се налази 7 градова, 17 градских насеља и 66 насељених места. Највећи градови на подручју краја су:
- Братислава - 413.192 становника
- Пезинок - 21.263 становника
- Сењец - 17.289 становника
- Малацки - 17.066 становника